# Patrice Motsepe

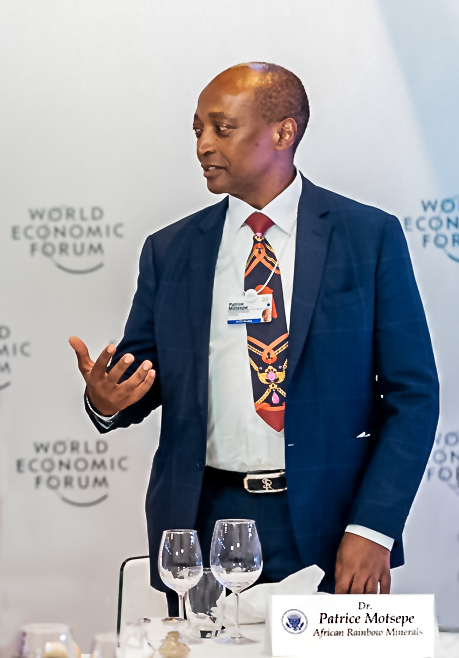
Patrice Tlhopane Motsepe (2020)

Patrice Tlhopane Motsepe (* 28. Januar 1962 in Soweto) ist ein südafrikanischer Unternehmer. Zu seinem Bergbau-Konzern African Rainbow Minerals gehören Platin-, Gold-, Nickel-, Kupfer-, Eisen- und Kohlebergwerke. Laut Forbes ist er der erste schwarze Milliardär Südafrikas. Seit März 2021 ist er Präsident des afrikanischen Fußballverbandes und zugleich Vizepräsident der FIFA.

## Herkunft
Seine Eltern wohnten vor seiner Geburt in Townshipsiedlungen von Johannesburg. Seine Mutter stammt aus einer königlichen Linie der Tswana, sein Vater war ein Gegner der Apartheidregierung in Südafrika und besaß einen Getränke-Vertrieb. Patrice Motsepe wuchs mit sechs Geschwistern auf.

## Schulzeit, Studium, Berufseinstieg
Motsepes besuchte ein katholisches Internat in der Provinz Ostkap. Anschließend nahm er ein rechtswissenschaftliches Studium auf. Seinen Bachelor-Abschluss erreichte er an der Universität von Swasiland, seinen Jura-Abschluss an der Witwatersrand-Universität. 1988 begann er bei Bowman Gilfillan Inc., einer der größten südafrikanischen Anwaltskanzleien, zu arbeiten; 1993 wurde er dort der erste schwarze Partner. Zwischendurch war er für die international agierende amerikanische Kanzlei McGuire, Woods, Battle & Booth tätig.

## Unternehmerische Tätigkeiten
1994 gründete Motsepe Future Mining, einen Dienstleister für Bergbauunternehmen. Drei Jahre später folgte ARMgold (African Rainbow Minerals), welches 2003 mit der Harmony Gold Mining Company Ltd. fusionierte und zugleich Anglovaal Mining übernahm. Im Jahr darauf wurde Motsepe Vorsitzender des Konzerns, der 2006 auch in den Kohlebergbau einstieg. Über seine Investmentgesellschaften ist er zudem an zahlreichen Unternehmen beteiligt, darunter eine Bank (Tyme), ein Telekommunikationsunternehmen (Rain) und ein Finanzdienstleister (Alexander Forbes Group Holdings). Ferner übt er Aufsichtsratsmandate in weiteren südafrikanischen Unternehmen aus, wie etwa der Absa Bank und dem Versicherer Sanlam.

## Funktionen im Fußball
Seit 2003 ist er Besitzer und Präsident des südafrikanischen Fußballclubs Mamelodi Sundowns. Im März 2021 übernahm er die Präsidentschaft des afrikanischen Fußballverbandes. Damit wurde er automatisch Vizepräsident der FIFA.

## Privates und Vermögen
Patrice Motsepe, der sechs afrikanische Sprachen spricht, unter anderem Xhosa, ist mit der Ärztin und Mode-Unternehmerin Precious Moloi-Motsepe verheiratet, das Paar hat drei Söhne. Seine Schwester Tshepo Motsepe ist Ehefrau des südafrikanischen Präsidenten Cyril Ramaphosa; eine weitere Schwester, Bridgette, ist Ehefrau von Jeff Radebe, vormals Justizminister von Südafrika.
Er gilt als einer der reichsten Männer Südafrikas und als erster schwarzer Milliardär des Landes. Nach Forbes zählte Motsepe 2021 und 2022 mit einem Vermögen von rund 3 Milliarden US-Dollar zu den zehn reichsten Menschen Afrikas. Er hat sich der Wohltätigkeitsinitiative The Giving Pledge angeschlossen.

## Kontroversen
Während des Weltwirtschaftsforums in Davos sagte er Donald Trump im Januar 2020 öffentlich, Afrika liebe ihn. Nach Protesten entschuldigte er sich für diese Aussage, er habe nicht das Recht, für andere zu sprechen.

## Ehrungen
2002 wurde Motsepe von den Vorstandsvorsitzenden der 100 größten südafrikanischen Unternehmen zum South Africa’s Business Leader of the Year gewählt. Im gleichen Jahr gewann er den Ernst & Young Best Entrepreneur of the Year Award.
Ehrendoktorwürden verliehen ihm die Universitäten von Eswatini (früher: Universität von Swasiland), die Witwatersrand-Universität, die Universität Stellenbosch und die Universität of Fort Hare.